# Kozielec (powiat świecki)
Kozielec – wieś kociewska w Polsce położona w województwie kujawsko-pomorskim, w powiecie świeckim, w gminie Nowe. Miejscowość wchodzi w skład sołectwa Bochlin. Według Narodowego Spisu Powszechnego (III 2011 r.) wieś liczyła 83 mieszkańców. Jest trzynastą co do wielkości miejscowością gminy Nowe.
W latach 1975–1998 miejscowość należała administracyjnie do województwa bydgoskiego.